# سان جوان باتیستا (کالیفرنیا)
سان جوان باتیستا (به انگلیسی: San Juan Bautista) شهری در شهرستان سن بنیتو، کالیفرنیا ایالت کالیفرنیا است که در سرشماری سال ۲۰۱۰ میلادی، ۱۸۶۲ نفر جمعیت داشته است.